# Budapest noir
A Budapest noir Kondor Vilmos magyar író első regénye, amely 2008 februárjában jelent meg. Az ötkötetes Bűnös Budapest-ciklus második része, a Budapest noir folytatása 2009 júniusában jelent meg Bűnös Budapest címmel. 2009. november 1-jei helyzet szerint a Budapest noir megjelent Lengyelországban a Proszynski i S-ka, Hollandiában a Mynx, Olaszországban az Edizioni e/o, Németországban a Droemer Knaur, Franciaországban pedig a Payot et Rivages gondozásában. A regény 2012 februárjában Egyesült Államokban a HarperCollins gondozásában látott napvilágot.

## Tartalom
A regény ideje 1936 ősze, vészterhes történelmi időszak, amikor Gordon Zsigmond, Az Est bűnügyi újságírója fülest kap egy meggyilkolt lány holttestéről, akinek erkölcsileg kompromittáló fényképét a gyilkossági csoportvezető, Gellért Vladimir íróasztalának nyitva hagyott fiókjában látta meg először. Miközben Gordon összerakja a bűntény mozaikjait, a diktatúra világának legkülönbözőbb helyzeteiből emel ki darabokat.
Gömbös Gyula – a kor fasizmussal erőteljesen kacérkodó miniszterelnöke – halálának és temetésének témája a könyvben a lassan, de biztosan fasizálódó és németbaráttá váló ország belpolitikai helyzetét mutatja. Itt minden esetleges és korrupt, kapcsolatokon és szerencsén múlik, nincs egy kijelentés, de nincs egy betű sem, ami biztosítaná ebben a világban az ember biztonságát vagy életét. (Ez a világ teljesen zárt a demokratikus eszmék előtt, ezt a világot csak az emberekben élő igazságérzet és az igazság szeretete nyithatja meg.)
De mi késztethet egy zsidó lányt arra, hogy olyan tiltott foglalkozást űzzön, mint amiről a ledér fotói árulkodnak? Az út alvilági és bizonyos értelemben pikareszk figurákon keresztül vezet.

### Létező személyek a regény szereplői között
A regény érdekessége, hogy bár a legfőbb szereplők az írói fantázia szülöttei, a kor több tucatnyi közismert személyisége bukkan fel a kötet lapjain: állami (Horthy Miklós kormányzó, Gömbös Gyula, Darányi Kálmán miniszterelnökök) és egyházi vezetők (Serédi Jusztinián hercegprímás, Raffay Sándor evangélikus püspök), magyar (Kánya Kálmán, Fabinyi Tihamér, Bárczy István, Gerő Ernő, Winchkler István, Ivády Béla, Bornemisza Géza, Hóman Bálint, Rőder Vilmos, Somkuthy József) és Magyarországra látogató külföldi politikusok (Galeazzo Ciano, Hermann Göring), a kulturális (Dohnányi Ernő, Szőke Szakáll, Somlay Artúr) és a sportélet közismert személyiségei (Harangi Imre, Kocsis Antal, Adler Zsigmond, Énekes István, Pluhár István), rendőri vezetők egyaránt. E hírességek egy része csak említés szintjén szerepel, esetleg egy-egy jelenet leírásában „láthatjuk” őket, szerepeltetésükkel az író fő célja nyilvánvalóan az, hogy regényét még életszagúbbá, még dokumentumszerűbbé tegye. Más részük epizódszereplőként részt vesz a cselekmény szálainak bonyolításában, így például valóban létező ökölvívók segítenek a főhősnek abban, hogy azonosítani tudja egyik támadóját.

## Fogadtatása

### Magyarországon
A Budapest noir meleg fogadtatásban részesült mind az olvasók, mind a sajtó részéről. Több kritikus az első magyar krimiként üdvözölte. Rácz I. Péter az Élet és Irodalomban az első igazi kemény magyar krimiként ír róla. Pelle János a hvg.hu-n hiteles magyar krimiként méltatja a regényt. Benyovszky Krisztián az Új Szóban a hitelességet emeli ki. Bárány Tibor a Magyar Narancsban is az első kemény magyar krimiként ír róla.
A regény a legnépszerűbb és legolvasottabb portálok közül kettőnél is bekerült a 2008-as év legjei sorába. A könyvesblog az „Év Meglepetésének” nevezte a könyvet, míg az Origo az „Év Legfontosabb Könyvei” közt szerepeltette.

### Külföldön
A lengyel Gazeta Wyborcza kritikusa, Jacek Szczerba a 2009. június 30-án megjelent recenziójában a híres lengyel krimiszerzőhöz, Marek Krajewskihez hasonlította Kondort, és külön kiemelte a regény filmszerűségét. Az olasz Thriller Magazine kritikusa a regény autentikusságára hívta fel a figyelmet. A német Monika Grosche a literaturkritik oldalon kiválóan megírt kemény krimiként ajánlja, amely azonban nélkülözi a korszak légkörének leírását. A francia Liberation mesterinek tartja a várost leírását. A svájci Le Matin a főváros újraalkotását emeli ki.

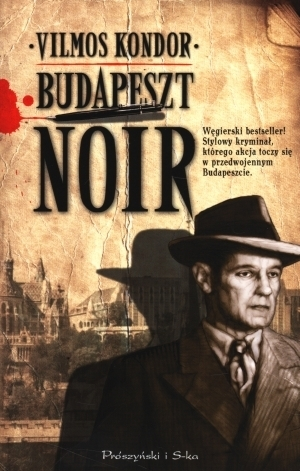
A lengyel kiadás címlapja
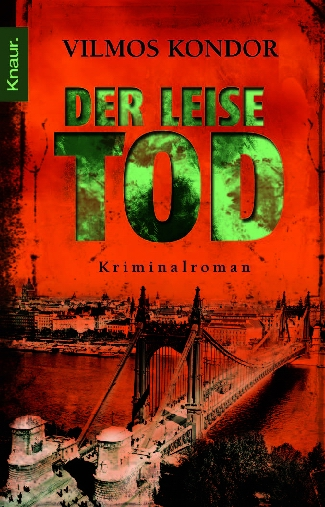
A német kiadás címlapja
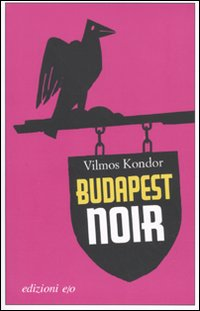
Az olasz kiadás címlapja
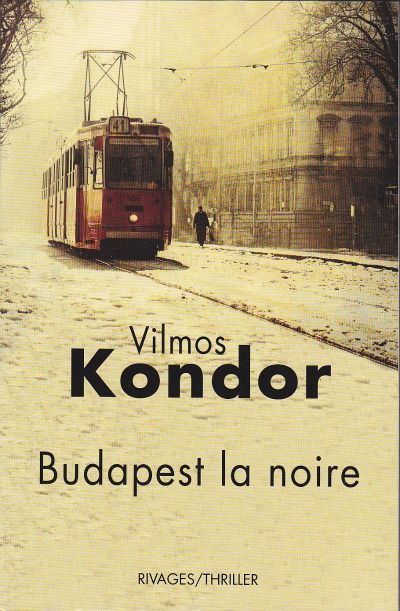
A francia kiadás címlapja
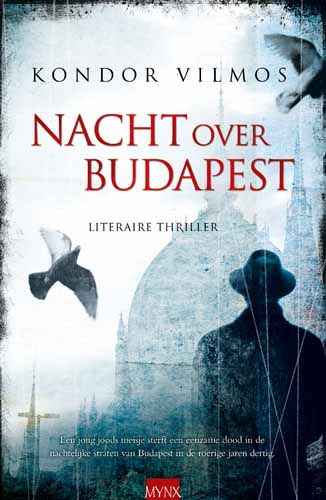
A holland kiadás címlapja

## Vendégszöveg
Kondor a regényben több helyen is intertextualizálta Dashiell Hammett Véres aratás című regényét. A vendégszöveget elsőként az urbanlegends.hu azonosította, majd hónapok múlva a könyvesblog tette fel a kérdést Kondornak a vendégszöveggel kapcsolatban. Kondor így válaszolt: „Eddig Hammettet találták meg benne. Van más is, de ezek megkeresésében nem segítek, mert ez az egész nem erről szól. […] Amúgy meg nem értem, miért csapnak ekkora felhajtást. Számos amerikai és angol szerző (nem beszélve néhány kiemelkedő latin-amerikai íróról) rendszeresen használ intertextusokat, csak éppen ezen művek nem jelentek meg magyarul. […] A kérdés nem az, hogy mit intertextualizáltam, hanem az, hogy az mennyire lett szerves része a Budapest noirnak.”